# Anolis jacare
Espèce
Synonymes
- Dactyloa jacare (Boulenger, 1903)
- Anolis nigropunctatus Williams, 1974

Statut de conservation UICN

 LC  : Préoccupation mineure
Anolis jacare est une espèce de sauriens de la famille des Dactyloidae. 

## Répartition
Cette espèce se rencontre dans l'est de la Colombie et dans l'Ouest du Venezuela entre 1 400 et 2 200 m d'altitude dans les États de Trujillo, de Mérida et de Táchira et dans le département de Norte de Santander.

## Publication originale
- Boulenger, 1903 : On some batrachians and reptiles from Venezuela. Annals and Magazine of Natural History, ser. 7, vol. 11, no 65, p. 481-484 (texte intégral).